# Bănești (gmina w okręgu Prahova)
Bănești – gmina w Rumunii, w okręgu Prahova. Obejmuje miejscowości Bănești i Urleta. W 2011 roku liczyła 5240 mieszkańców.